# Тригребенест трогул
Тригребенестите трогули (Trogulus tricarinatus) са вид паякообразни от семейство Trogulidae.
Таксонът е описан за пръв път от Карл Линей през 1758 година.

## Подвидове
- Trogulus tricarinatus hirtus
- Trogulus tricarinatus tricarinatus